# Biatlon na Zimních olympijských hrách 1998
Biatlon na Zimních olympijských hrách 1998 v Naganu.

## Medailové pořadí zemí
| Pořadí | Země            | Zlato | Stříbro | Bronz | Celkově |
| ------ | --------------- | ----- | ------- | ----- | ------- |
| 1.     | Norsko (NOR)    | 2     | 2       | 1     | 5       |
| 2.     | Německo (GER)   | 2     | 1       | 2     | 5       |
| 3.     | Rusko (RUS)     | 1     | 1       | 1     | 3       |
| 4.     | Bulharsko (BUL) | 1     | 0       | 0     | 1       |
| 5.     | Itálie (ITA)    | 0     | 1       | 0     | 1       |
| 5.     | Ukrajina (UKR)  | 0     | 1       | 0     | 1       |
| 7.     | Bělorusko (BLR) | 0     | 0       | 1     | 1       |
| 7.     | Finsko (FIN)    | 0     | 0       | 1     | 1       |
|        | Celkem          | 6     | 6       | 6     | 18      |

## Medailisté

### Muži
| Disciplína         | Zlato                                                                 | Výkon     | Stříbro                                                                                 | Výkon     | Bronz                                                                             | Výkon     |
| ------------------ | --------------------------------------------------------------------- | --------- | --------------------------------------------------------------------------------------- | --------- | --------------------------------------------------------------------------------- | --------- |
| vytrvalostní závod | Halvard Hanevold · Norsko (NOR)                                       | 56:16,4   | Pieralberto Carrara · Itálie (ITA)                                                      | 56:21,9   | Aleksey Aydarov · Bělorusko (BLR)                                                 | 56:46,5   |
| sprint             | Ole Einar Bjørndalen · Norsko (NOR)                                   | 27:16,2   | Frode Andresen · Norsko (NOR)                                                           | 28:17,8   | Ville Räikkönen · Finsko (FIN)                                                    | 28:21,7   |
| štafeta            | Německo (GER) · Ricco Groß · Peter Sendel · Sven Fischer · Frank Luck | 1:21:36,2 | Norsko (NOR) · Egil Gjelland · Halvard Hanevold · Dag Bjørndalen · Ole Einar Bjørndalen | 1:21:56,3 | Rusko (RUS) · Pavel Muslimov · Vladimir Dračov · Sergej Tarasov · Viktor Majgurov | 1:22:19,3 |

### Ženy
| Disciplína         | Zlato                                                                                | Výkon     | Stříbro                                                                              | Výkon     | Bronz | Výkon     |
| ------------------ | ------------------------------------------------------------------------------------ | --------- | ------------------------------------------------------------------------------------ | --------- | --- | --------- |
| vytrvalostní závod | Ekaterina Dafovská · Bulharsko (BUL)                                                 | 54:52,0   | Olena Petrovová · Ukrajina (UKR)                                                     | 55:09,8   | Uschi Disl · Německo (GER)                                                                                | 55:17,9   |
| sprint             | Galina Kuklevová · Rusko (RUS)                                                       | 23:08,0   | Uschi Disl · Německo (GER)                                                           | 23:08,7   | Katrin Apel · Německo (GER)                                                                               | 23:32,4   |
| štafeta            | Německo (GER) · Uschi Dislová · Martina Zellnerová · Katrin Apelová · Petra Behleová | 1:40:13,6 | Rusko (RUS) · Olga Melniková · Galina Kuklevová · Albina Achatovová · Olga Romasková | 1:40:25,2 | Norsko (NOR) · Ann Elen Skjelbreid · Annette Sikveland · Gunn Margit Andreassen · Liv Grete Skjelbreidová | 1:40:37,3 |